# 조동혁
조동혁(趙東赫, 1977년 12월 11일 ~ )은 학창 시절 운동을 한 정구 선수 출신 남자 배우이다.

## 학력
- 명지대학교 사회체육과

## 연기 활동

### 드라마
- 2004년 SBS 드라마스페셜 《파란만장 미스김 10억 만들기》
- 2005년 MBC 미니시리즈 《영재의 전성시대》 ... 박찬하 역
- 2006년 KBS 미니시리즈 《미스터 굿바이》 ... 카일 역
- 2007년 MBC 주말연속극 《겨울새》 ... 지홍 역
- 2007년 KBS 일일연속극 《미우나 고우나》 ... 나선재 역
- 2007년 SBS 미니시리즈 《사랑하는 사람아》 ... 이상민 역
- 2007년 SBS 금요드라마 《8월에 내리는 눈》 ... 한동우 역
- 2010년 OCN 미니시리즈 《야차》 ... 이백록 역
- 2011년 KBS 미니시리즈 《브레인》 ... 서준석 역
- 2012년 KBS 일일연속극 《별도 달도 따줄게》 ... 서진우 역
- 2013년 KBS 주말연속극 《내 딸 서영이》 ... 김성태 역
- 2014년 KBS 수목드라마 《감격시대: 투신의 탄생》 ... 신이치 역
- 2014년 OCN 토요드라마 《나쁜 녀석들》 ... 정태수 역
- 2015년 SBS 심야드라마 《심야식당》 ... 용룡 역
- 2015년 OCN 일요드라마 《귀신 보는 형사 처용 2》 ... 킬러 역
- 2016년 tvN 금토드라마 《THE K2》 ... 타격대장 역
- 2016년 tvN 월화드라마 《막돼먹은 영애씨 15》 ... 조동혁 역
- 2018년 OCN 주말드라마 《나쁜 녀석들 : 악의 도시》 ... 정태수 역
- 2018년 SBS 미니시리즈 《황후의 품격》 ... 형사 역
- 2019년 채널A 드라마 《평일 오후 세시의 연인》 ... 도하윤 역
- 2020년 OCN 수목드라마 《루갈》 ... 한태웅 역
- 2024년 ENA 월화드라마 《야한(夜限) 사진관》

### 영화
- 2002년 《일단 뛰어》 ... (특별출연)
- 2004년 《얼굴 없는 미녀》 ... 희선의 남자, 파란머리 역
- 2005년 《애인》 ... 남자 역
- 2008년 《러브 하우스》 ... 백강일 역
- 2009년 《펜트하우스 코끼리》 ... 성형외과 전문의 민석 역
- 2010년 《카멜리아》
- 2015년 《세상끝의 사랑》 ... 동하 역
- 2016년 《아빠가 돌아왔다》 ... 조동구 역
- 2019년 《나쁜 녀석들: 더 무비》 ... 정태수 역
- 2020년 《마지막 휴가》 ... 조 과장 역
- 2021년 《피어썸》 ... 승연 역
- 2022년 《피는 물보다 진하다》 ... 두현 역

### 뮤지컬
- 2010년 《풀 포 러브》

### 뮤직비디오
- 1998년 토이 - 여전히 아름다운지
- 2017년 드림캐쳐 - Chase Me

## 방송
- 2001년 KBS 《슈퍼 TV 일요일은 즐거워 - 출발 드림팀》
- 2008년 KBS 《해피선데이 - 꼬꼬 관광 싱글♥싱글》
- 2009년 SBS 《강심장》 초대 손님
- 2010년 KBS 《천하무적 야구단》
- 2010년 MBC 《단비》
- 2013년 SBS 《심장이 뛴다》
- 2015년 SBS 《정글의 법칙》
- 2015년 MBC 《진짜 사나이 시즌2》
- 2016년 코미디TV 《맛있는 녀석들》
- 2016년 KBS 《수상한 휴가》
- 2017년 TV조선 《배낭 속에 인문학》

## 수상 및 후보
| 연도 | 시상식                            | 부문                            | 작품             | 결과 |
| ---- | --------------------------------- | ------------------------------- | ---------------- | ---- |
| 2007 | 제3회 앙드레김 베스트 스타 어워드 | 남자 신인상                     | 빈칸             | 수상 |
| 2007 | KBS 연기대상                      | 남자 신인상                     | 미우나 고우나    | 후보 |
| 2012 | 제7회 아시아 모델상 시상식        | BBF 인기스타상                  | 빈칸             | 수상 |
| 2012 | KBS 연기대상                      | 일일드라마 부문 남자 우수연기상 | 별도 달도 따줄게 | 후보 |